# Haplostomella
Haplostomella – rodzaj widłonogów z rodziny Botryllophilidae. Nazwa naukowa tego rodzaju skorupiaków została opublikowana w 1924 roku przez zespół: Chatton, E. i H. Harant.

## Gatunki
Gatunki w obrębie rodzaju:
- Haplostomella australiensis Gotto, 1970
- Haplostomella bilobata Kim I.H. & Boxshall, 2021
- Haplostomella binodosa Kim I.H. & Boxshall, 2021
- Haplostomella biseta Kim I.H. & Boxshall, 2021
- Haplostomella borealis Marchenkov & Boxshall, 2003
- Haplostomella crassa Kim I.H. & Boxshall, 2021
- Haplostomella distincta Ooishi & Illg, 1977
- Haplostomella dubia Ooishi & Illg, 1977
- Haplostomella halocynthiae (Fukui, 1965)
- Haplostomella magellanica (Chatton & Brément, 1910)
- Haplostomella malacocera Chatton & Harant, 1924
- Haplostomella multinodosa Kim I.H. & Boxshall, 2021
- Haplostomella oceanica Ooishi & Illg, 1977
- Haplostomella ooishiae Kim I.H. & Boxshall, 2021
- Haplostomella reducta Ooishi & Illg, 1977
- Haplostomella sycozoae (Salfi, 1926)
- Haplostomella tuberculata Chatton & Harant, 1924
- Haplostomella uniseriata Kim I.H. & Boxshall, 2021